# Novokatianna cummyxa
Novokatianna cummyxa är en urinsektsart som beskrevs av John Tenison Salmon 1944. Novokatianna cummyxa ingår i släktet Novokatianna och familjen Sminthuridae. Inga underarter finns listade i Catalogue of Life.